# ألان وارد (مؤرخ)
ألان وارد (بالإنجليزية: Alan Ward)‏ هو مؤرخ نيوزيلندي، ولد في 11 يونيو 1935 في غيسبورن ‏ في نيوزيلندا، وتوفي في 12 ديسمبر 2014 في نيوكاسل في أستراليا.